# نور چشمانم
نور چشمانم (ایتالیایی: Luce dei miei occhi) یک فیلم عاشقانه درام ایتالیایی به کارگردانی جوزپه پیچونی است که در سال ۲۰۰۱ میلادی منتشر شد.

## بازیگران
- لوئیجی لو کاشو
- ساندرا چکارلی
- سیلویو اورلاندو
- تونی برتورلی
- والریا سابل